# Elektronprikmodellen
 Der er for få eller ingen kildehenvisninger i denne artikel, hvilket er et problem. Du kan hjælpe ved at angive troværdige kilder til de påstande, som fremføres i artiklen.

 Denne artikel bør gennemlæses af en person med fagkendskab for at sikre den faglige korrekthed.

Elektronprikmodellen eller Lewisstruktur er en måde, hvorpå man kan illustrere, hvilke bindinger eller ledige elektroner, der indgår i molekyler og kemiske forbindelser. Metoden blev introduceret 1916 af den amerikanske kemiker Gilbert N. Lewis i artiklen "The Atom and the Molecule". En elektronprikmodellen er en måde at tegne atomer, molekyler og ioner op på, hvor man indikerer alle valenselektronerne (elektronerne i den yderste atomskal) for atomet/samtlige atomer i enheden. Med elektronprikformlen kan man holde styr på, hvor mange bindinger atomet i enheden danner, sammenholde det med antal valenselektroner samt antal lonepairs og dermed beregne evt. ladning for atomet. Lewis' artikel introducerede yderligere det, der nu kaldes for den kubiske atommodel.